# Pedro Larrañaga y Ruiz-Gómez
Pedro Larrañaga y Ruiz-Gómez (Avilés, 27 de abril de 1887-Sevilla, 23 de noviembre de 1944) fue un actor español.

## Biografía
Hijo de Carlos Larrañaga y Onzalo, natural de Motrico e ingeniero de caminos, primer presidente de la Cámara de Comercio de Avilés, que se trasladó a Avilés en 1880 para realizar las obras de reforma de la ría, donde se casó y estableció su domicilio, y de su esposa Margarita Ruiz-Gómez y Sanz-Crespo.
El 27 de abril de 1887 nació Pedro Larrañaga que abandonó su tierra natal de Asturias para dedicarse al mundo de la actuación. Debutó en 1926 con El Pilluelo de Madrid. Participó en varias películas con actrices de la talla de Elisa Ruiz Romero, Conchita Dorado o Carmen Toledo en los años siguientes. En 1929 obtiene su mayor éxito, con La aldea maldita, la película muda española más representativa.
No logró obtener el mismo éxito con el cine sonoro, sin embargo, participó en varias películas con María Fernanda Ladrón de Guevara, madre de su hijo Carlos Larrañaga nacido en 1937.

## Filmografía
- El conde Maravillas (1926)
- Rosa de Madrid (1927)
- La aldea maldita (1930)
- Odio (1933)
- No quiero, no quiero (1939)
- Rosas de Otoño (1943)